# 크리스타 앨런
크리스타 앨런(Krista Allen, 1971년 4월 5일 ~ )은 미국의 배우이다.